# Алиага (Турция)
Алиага (тур. Aliağa) — город и район в Эгейском регионе Турции, в иле Измир, фактически — северный пригород Измирской агломерации. Крупный промышленный центр и третий по величине порт страны, а также популярный туристический центр. В Алиаге имеется отделение Эгейского университета (Измир), в городе базируется баскетбольный клуб Aliağa Petkim.

## География
Алиага расположена на побережье залива Чандарлы Эгейского моря, напротив острова Лесбос. С севера граничит с городом Бергама, на юге — с городами Фоча и Менемен.

## История
Издревле в этом районе древнегреческой Эолиды процветали торговые приморские поселения. К северу от центра Алиаги расположены руины древнего города Мирина. Южнее современной Алиаги находился другой древнегреческий полис — Гринейон. На восток от портовых городов шёл оживлённый торговый путь к древнему городу Аигай, руины которого сохранились в иле Маниса.   
Современный Алиага назван в честь Али Ага Караосманоглу — местного богатого землевладельца и члена влиятельной турецкой семьи, в 1952 году получил статус муниципалитета. В 1982 году Алиага выделился из состава соседнего Менемена и стал самостоятельным городом. 
В 1985 году в Алиаге был запущен крупный нефтехимический комбинат компании Petkim Petrokimya. 
В 1996 году в Алиаге открылась железнодорожная станция Северной линии İZBAN, которая связала город с Измиром (в 2006—2010 гг. линия не работала из-за строительства протяжённого железнодорожного туннеля).

## Экономика

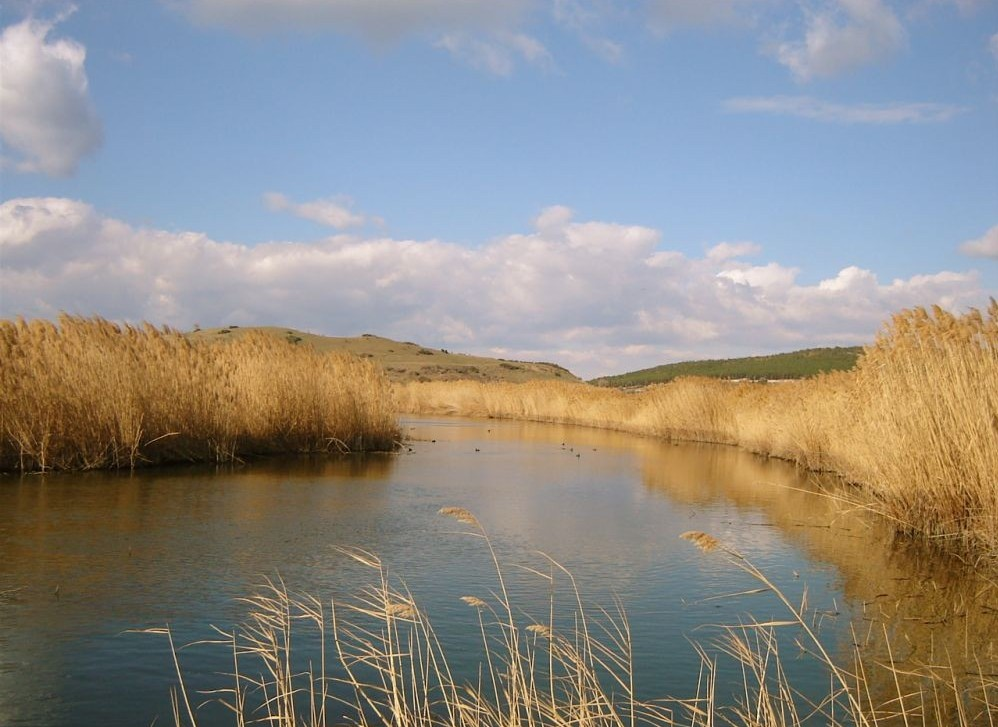
Окрестности Алиаги. На заднем плане холм с руинами полиса Мирина

Основой экономики города являются морской порт, нефтепереработка, туризм; Алиага — крупный мировой центр утилизации кораблей. 
Так, в Алиаге расположены нефтехимический комбинат и нефтеналивной терминал Petkim Petrokimya (кроме предприятий, компании Petkim в городе принадлежат учебные, спортивные и культурные учреждения, отели и даже мечеть), газовая электростанция Elektrik Üretim, газовый терминал Total, металлургические предприятия Çebitaş, Ege Çelik Endüstrisi и Habaş Group. 
Имеется гипермаркет Carrefour и несколько рынков. Алиага располагает несколькими пляжами и развитой туристической инфраструктурой (отели, рестораны, кафе, клубы, дискотеки и магазины). В 2016 году состоялось открытие пляжа-парка «Агапарк».

## Транспорт
Через Алиагу проходит оживлённая автострада из Измира в Бергаму (часть национальной трассы из Муглы в Эдирне). Алиага подключена к системе пригородных электропоездов İZBAN (Северная линия): ежедневно 15 электричек отходят от конечной станции Алиага (Aliağa Garı) и прибывают на измирский вокзал Алсанчак (Alsancak Garı). Также Алиага и Измир связаны регулярным автобусным сообщением компании ESHOT (Elektrik Su Havagazı Otobüs Troleybüs). 
Морской порт Алиаги уступает в Турции только портам Измита и Мармара Эреглиси. В 2013 году порт обработал 39,5 млн тонн грузов (преимущественно нефть и сыпучие грузы). В соседней бухте, южнее главного порта, построен крупный контейнерный терминал.